# Ґліщинські (герб)
Ґліщинські (пол.Gliszczyński) - шляхетський польський герб, різновид герба Яструбець. Використовується родом, що оселився у Великій Польщі. Герб помилково ідентифікується до родів Кашубії. 

## Опис герба
Опис з використанням принципів блазонування, запропонованих Альфредом Знамієровським: 
У блакитному полі золота підкова з золотим лицарським хрестом посередині та срібним півторахрестом, що увінчаний ногою в латах. Клейнод: над шоломом у короні природний яструб із дзвіночками на лапах, у правій лапі тримає золоту підкову з лицарським хрестом посередині. Синій намет підбитий золотом.

## Найдавніші згадки
Вживаний сенаторською родиною Гліщських з Глішно та Гліщ у Великій Польщі різновид герба Яструбець відомий принаймні з 18 століття. Родина вилегітимізувала цей герб у Королівстві Польському у 1837 та 1838 роках. 

## Геральдичний рід
Ґліщинські. Ця ж родина ототожнювала себе з основним різновидом герба Яструбець. Тадеуш Гайль також асоціює з цим гербом прізвище, а точніше прізвисько Деяніч. Дійсно, сімейство Деяніч-Ґліщинських (фон Dejanicz-Gliszczyński) було зафіксовано в Сілезії, але вони походили скоріше з кашубського, а не з великопольського роду Ґліщських. Едуард Бреза стверджує, що йдеться про Ґліщського де Яніча з Ліпниці в Хойніце. 
У Кашубії були також інші Ґліщинські, які вживали інші герби. 